# Лафејет (Минесота)
Лафејет (енгл. Lafayette) град је у америчкој савезној држави Минесота.

## Демографија
По попису из 2010. године број становника је 504, што је 25 (-4,7%) становника мање него 2000. године.
| Група             | 2000.       | 2010.       |
| Белци             | 519 (98,1%) | 487 (96,6%) |
| Афроамериканци    | 0 (0,0%)    | 0 (0,0%)    |
| Азијати           | 1 (0,2%)    | 1 (0,2%)    |
| Хиспаноамериканци | 6 (1,1%)    | 12 (2,4%)   |
| Укупно            | 529         | 504         |